# Cecilia Suárez
María Cecilia Suárez de Garay (Tampico, 22 de novembro de 1971) é uma atriz e ativista mexicana. Ela é conhecida por seus papeis em Sexo, pudor y lágrimas (1999), Capadocia (2008-2010), A Gente se Vê, Papai (2011) e A Casa das Flores (2018). Suárez foi a primeira mulher a receber o prêmio Cuervo Tradicional e a primeira atriz de língua espanhola a ser indicada ao Emmy Internacional.
Além de fazer campanha contra o feminicídio, Suárez também é ativista dos direitos humanos e dos direitos das mulheres no México. Ignacio Sánchez Prado, historiadora do cinema mexicano, escreve que ela tem "um status icônico de atriz nos filmes de maior sucesso do país".

## Carreira
Suárez mudou-se para os Estados Unidos em 1991, estudou drama na Universidade de Illinois. No final dos anos 90, ela estrelou Sexo, pudor y lágrimas (1999), o seu primeiro papel de destaque no cinema. Após o sucesso do filme, trabalhou bastante em grandes filmes no início dos anos 2000, incluindo: Espanglês (2004), Três Enterros (2005) e Ligados pelo Crime (2007).
Em 2008, estrelou a série Capadocia da HBO, interpretando a personagem La Bambi, papel que lhe rendeu uma nomeação ao prêmio Emmy Internacional, sendo a primeira atriz de língua espanhola a receber essa indicação.
Após sua segunda indicação prêmio Ariel em 2015, Suárez teve papéis em 2016 na série original da Netflix Sense8 e no filme Macho, bem como na comédia Cuando los hijos regresan com Carmen Maura. Em 2017, ela estrelou outra produção da Netflix, a série de comédia dramática, A Casa das Flores, criada por Manolo Caro,  e em 2018 fez uma participação no filme Homem ao Mar.

## Filmografia

### Cinema
| Ano  | Título                                          | Papel                     | Nota(s)                                             |
| ---- | ----------------------------------------------- | ------------------------- | --------------------------------------------------- |
| 1995 | Cuestion de minutos                             |                           | Curta-metragem                                      |
| 1997 | Nic Habana                                      |                           | Curta-metragem                                      |
| 1998 | Wash and Wear                                   | Lucy                      | Curta-metragem                                      |
| 1999 | Sexo, pudor y lágrimas                          | Andrea                    | [ 6 ]                                               |
| 2000 | Todo el poder                                   | Sofía Aguirre             | [ 6 ]                                               |
| 2002 | Moctezuma's Revenge                             | Pilar                     | [ 5 ]                                               |
| 2003 | Dreaming of Julia                               | Dulce                     | [ 5 ] [ 6 ]                                         |
| 2003 | Sin ton ni Sonia                                | Renée                     | [ 6 ]                                               |
| 2004 | Puños rosas                                     | Alicia                    | [ 6 ]                                               |
| 2004 | Charros                                         |                           | Curta-metragem                                      |
| 2004 | Espanglês                                       | Monica                    | [ 6 ]                                               |
| 2005 | The Three Burials of Melquiades Estrada         | Rosa                      | [ 7 ]                                               |
| 2005 | Isy                                             | Isy                       | Curta-metragem                                      |
| 2005 | Chicken Little                                  | Ugly Duckling (Abby)      | (Voz, dublagem em espanhol)                         |
| 2006 | Sólo Dios sabe                                  | Olivia                    | [ 7 ]                                               |
| 2006 | Un mundo maravilloso                            | Rosita                    | [ 7 ]                                               |
| 2007 | Párpados azules                                 | Marina Farfán             | Indicada — Prêmio Ariel de Melhor Atriz             |
| 2007 | The Air I Breathe                               | Allison                   | [ 7 ]                                               |
| 2007 | Lección relámpago                               | Sofía                     | Curta-metragem                                      |
| 2007 | El viaje de la nonna                            |                           | [ 7 ]                                               |
| 2007 | Gente bien... atascada                          |                           | Curta-metragem                                      |
| 2007 | Karma                                           |                           | Curta-metragem                                      |
| 2008 | Cinco días sin Nora                             | Bárbara Kurtz             | [ 5 ]                                               |
| 2010 | Hidalgo: La historia jamás contada              | Amadita                   | [ 5 ]                                               |
| 2011 | Nos vemos, papá                                 | Pilar                     | [ 10 ]                                              |
| 2012 | El Santos vs. La Tetona Mendoza                 | Kikis Corcuera / The Hood | Voz                                                 |
| 2013 | No sé si cortarme las venas o dejármelas largas | Telenovela actress        | Participação especial                               |
| 2013 | Tercera llamada                                 | Adrianita                 | [ 12 ]                                              |
| 2013 | Yo descubrí Yucatán                             |                           | Curta-metragem                                      |
| 2014 | The Obscure Spring                              | Flora                     | Indicada — Prêmio Ariel de Melhor Atriz Coadjuvante |
| 2014 | Elvira, te daría mi vida pero la estoy usando   | Elvira                    | Também produtora executiva                          |
| 2015 | Una Selfie                                      |                           | Curta-metragem                                      |
| 2016 | Tales of an Immoral Couple                      | Martina                   | [ 15 ]                                              |
| 2016 | Macho                                           | Alba                      | [ 5 ]                                               |
| 2016 | El Principito                                   |                           | Voz                                                 |
| 2017 | Cuando los hijos regresan                       | Carlota                   | [ 16 ]                                              |
| 2017 | Mariposas verdes                                | Bárbara                   | [ 17 ]                                              |
| 2017 | Coco                                            | Tia Rosita                | (Voz, dublagem em espanhol)                         |
| 2018 | Overboard                                       | Magdalena Montenegro      | [ 7 ]                                               |
| 2018 | Perfectos desconocidos                          | Eva                       | [ 19 ]                                              |
| 2019 | Klaus                                           | Alva                      | (Voz, dublagem em espanhol)                         |
| 2021 | La Casa de las Flores: La Película              | Paulina de la Mora        | [ 21 ]                                              |
| TBA  | Sexo, pudor y lágrimas 2                        | Andrea                    | [ 22 ]                                              |

### Televisão
| Ano       | Título                             | Papel                                    | Nota(s)                       |
| --------- | ---------------------------------- | ---------------------------------------- | ----------------------------- |
| 1997      | Mi pequeña traviesa                | Pily                                     | Episódio #1.1                 |
| 1997      | Table Dance                        |                                          | [ 5 ] [ 6 ]                   |
| 1998      | La casa del naranjo                | Alicia Olmedo                            | [ 5 ]                         |
| 1999      | Cuentos para solitarios            | Sandra                                   | Episódio: "Table Dance"       |
| 2000–2001 | Todo por amor                      | Carmina "Mina" García Dávila             | [ 5 ]                         |
| 2001      | Lo que callamos las mujeres        | Elena                                    | Episódio: "La Lola enamorada" |
| 2002      | Fidel                              | Celia Sánchez                            | Telefilme                     |
| 2002      | For the People                     | Anita Lopez                              | 16 episódios                  |
| 2007      | Boston Legal                       | Maria Delgadillo                         | Episódio: "Duck and Cover"    |
| 2008      | Mujeres asesinas                   | Ana Figueroa                             | Episódio: "Ana, corrosiva"    |
| 2008      | Tiempo final                       |                                          | [ 5 ]                         |
| 2008–2012 | Capadocia                          | Valeria Molina / Aurelia Sosa "La Bambi" | [ 5 ]                         |
| 2009      | Medium                             | Maria Vargas                             | Episódio: "About Last Night"  |
| 2010      | Locas de amor                      | Juana Vázquez                            | 25 episódios                  |
| 2010      | Gritos de muerte y libertad        | Leona Vicario                            | [ 5 ]                         |
| 2011      | El sexo débil                      | Alexandra Ezqueda                        | [ 5 ]                         |
| 2011      | El encanto del águila / Revolución | Carmen Romero Rubio                      | 3 episódios                   |
| 2016–2017 | Sense8                             | Empresaria de Lito                       | 2 episódios                   |
| 2017      | El César                           | Tía Hilda                                | 9 episódios                   |
| 2018–20   | La casa de las flores              | Paulina de la Mora                       | [ 26 ]                        |
| 2019      | Mami, una mujer ideal              | Olivia                                   | Piloto                        |
| 2020      | Alguien tiene que morir            | Mina Falcón                              | 3 episódios                   |

## Ativismo
Por muitos anos, Suárez foi parceira e ativista do Greenpeace. Ela também é apoiadora do movimento Me Too e se envolveu em diversas campanhas de violência contra as mulheres.